# Farrah Abraham
Pour les articles homonymes, voir Abraham (homonymie).
Farrah Abraham, née Farrah Lynn Abraham le 31 mai 1991 à Omaha aux États-Unis, est une participante à une émission de téléréalité, femme d'affaires américaine et une actrice de cinéma pour adultes, qui a acquis sa notoriété en participant à des émissions de télé-réalité, notamment Teen Mom sur MTV.

## Biographie
Elle est née le 31 mai 1991 dans la ville d'Omaha aux États-Unis d'un père syrien et d'une mère danoise. Elle a grandi dans la ville de Council Bluffs. Ses parents ont divorcé. Elle tombe enceinte à l'âge de 17 ans d'un petit ami qui meurt d'un accident de voiture deux mois avant la naissance de l’enfant. Ses parents insistent pour qu'elle garde son enfant. Elle donne naissance à une fille, Sophia, le 23 février 2009.

## Carrière
En 2009, Farrah Abraham débute à l'âge de 16 ans dans l'émission de télé-réalité 16 ans et enceinte, où elle acquiert sa notoriété. Par la suite,  elle figure dans l'émission 17 ans et Maman.
En 2013, une vidéo où elle tourne une scène sexuelle avec la star du porno James Deen est rendue publique sans son consentement. Elle est alors vivement attaquée, se faisant traiter de prostituée et de mauvaise mère. Choquée dans un premier temps, elle assume ensuite et signe un accord avec une maison de distribution, faisant ainsi ses premiers pas dans l'industrie du divertissement pour adulte. Ce premier film pornographique lui rapporte 1 million de dollars.  
En 2014, elle tourne dans un deuxième film pornographique avec James Deen. Dans une interview, elle déclare qu'elle n'avait pas l'intention initialement de devenir actrice de porno, et que la diffusion de sa sextape en 2013 a eu des répercussions blessantes pour elle. Elle raconte avoir alors suivi une thérapie qui lui aurait permis de découvrir son but dans la vie : « contribuer à mettre fin aux tabous qui entourent le sexe ». 
Après la diffusion de son deuxième film pornographique, elle fait la promotion de jouets sexuels, tourne des émissions pour adultes par webcam et fait quelques stripteases dans des bars de danseuses,. L'un de ses objectifs principaux est selon elle de sensibiliser les gens à une pratique sécuritaire de la sexualité.
En 2015, elle passe un accord avec la société Celebrity Gene, qui commercialise des petites fioles contenant l'ADN de célébrités. Les fans de la starlette pourront ainsi porter sur eux une petite partie d'elle. 10% des bénéfices lui reviennent, tandis que la moitié revient à une association d'aide aux enfants victimes d'esclavagisme. 
La même année, elle expose sur twitter le résultat d'une intervention de chirurgie esthétique ratée. 
En 2017, elle obtient un contrat avec CamSoda, un site de show porno par webcam.
En janvier 2018, elle annonce qu'elle désire mettre fin à sa participation à l'émission Teen Mom sur MTV, la jugeant « odieuse et horrible ». En novembre 2018, Farrah Abraham est congédiée par MTV, les producteurs estimant, selon une source anonyme, que ses activités dans la pornographie ne sont pas compatibles avec l'image de leur émission. La jeune femme avait annoncé quelques jours avant son éviction de l'émission de télé-réalité, qu'elle se livrerait à une performance sexuelle devant sa webcam. Ce licenciement met un terme à dix années de collaboration entre Farrah Abraham et la chaîne MTV. Farrah Abraham attaque alors la chaîne en justice, lui réclamant 5 millions de dollars.

## Livres
- My Teenage Dream Ended, 2012
- In The Making, 2014
- The Secret's Out, 2014
- Love Throught Limelight, 2015

## Filmographie

### Télévision
- 2009 : 16 and Pregnant
- 2009-2012 : 17 ans et Maman
- 2014 : Couples Therapy
- 2015 : Celebrity Big Brother

### Cinéma
- 2017 : Adam K : Karen Simms
- 2017 : Axeman 2 : Overkill : Fannie Rae Baker

## Pornographie
- 2013 : Farrah Superstar: Backdoor Teen Mom
- 2014 : Farrah 2: Backdoor and More